# زیردریایی کلاس گلاکو
سابمارین کلاس گلاکو (به انگلیسی: Glauco-class submarine) یک کلاس از زیردریایی است که طول آن ۷۳ متر (۲۳۹ فوت ۶ اینچ) می‌باشد.